# 日高岩內站

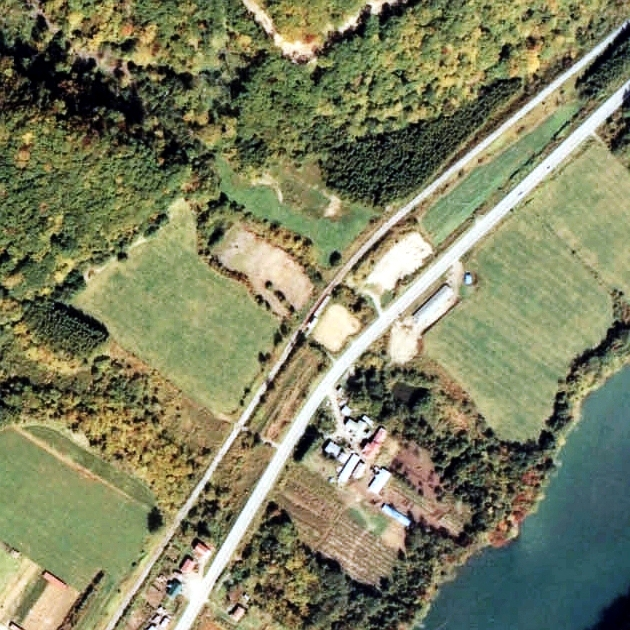
1978年的日高岩內站與方圓約500米範圍。右上方是日高町方向。此站的規模如臨時乘降場，設有簡單的月台和候車室。右下方的河流為沙流川。

日高岩內站（日语：／ Hidaka-Iwanai eki */?）是位於北海道沙流郡日高町字三岩，日本國有鐵道的富內線車站（廢站）。隨著富內線廢除，車站在1986年（昭和61年）11月1日廢除。

## 歷史
- 1964年（昭和39年）11月5日 - 國有鐵道富內線振內站至日高町站之間開通，此站啟用[1]。當時為客運車站[1]。
- 1986年（昭和61年）11月1日 - 富內線全線廢除，此站也廢除[2]。

### 站名的由來
車站名稱取自所在地附近的地名（岩內）。為了區別岩內線岩內站 (日本)，因此冠上了舊國名「日高」。
「岩內」這個名稱源自阿伊努語的「イワナイ（iwa-nay）」，其意思是「山之、河流」。

## 車站構造
截至車站廢除前，此站是地面車站，設有1面1線的單式月台。月台位於路軌南邊（日高町方向的列車會開啟右邊車門）。此站沒有轉轍器。
在車站啟用時已經是無人車站，沒有車站大樓。月台西邊出入口附近設有上蓋候車室。

## 使用狀況
- 在1981年度（昭和56年度），1日上下車人次為4人[3]。

## 車站周邊
- 國道237號（日高國道）
- 沙流川[6]
- 日高龍門 - 車站南邊約2公里[3]。
- 岩內岳 - 車站東邊。高海拔964米[6]。

## 現況
截至2011年（平成23年），車站遺址變成空地，該處雜草叢生。附近的路軌還存在。
另外，車站遺址靠近日高町一方，還設有跨越沼澤的涵洞。更遠方設有隧道口、護土牆和防落石圍欄。

## 相鄰車站
日本國有鐵道
富內線
岩知志－日高岩內－日高三岡

## 注腳
1. 1 2 3 4  石野哲（編）. . JTB. 1998: 866. ISBN 978-4-533-02980-6 （日语）.
2. 1 2  . 官報. 1986-10-14 （日语）.
3. 1 2 3 4 5  書籍《国鉄全線各駅停車1 北海道690駅》（小學館，1983年7月發行）108頁。
4. ↑   第1版. 札幌市: 日本国有鉄道北海道総局. 1973-03-25: 99. ASIN B000J9RBUY （日语）.
5. ↑  山田秀三. . アイヌ語地名の研究　別巻 2. 浦安市: 草風館. 2018-11-30: 367. ISBN 978-4-88323-114-0 （日语）.
6. 1 2  書籍《北海道道路地図 改訂版》（地勢堂，1980年3月發行）11頁。
7. 1 2  書籍《北海道の鉄道廃線跡》（著：本久公洋，北海道新聞社，2011年9月發行）92-93頁。